# Nicolás Enríquez
Nicolás Enríquez de Vargas (1704-1790) fue un pintor novohispano, alumno de Juan Rodríguez Juárez. Activo entre 1722 y 1787.

## Biografía
Se cree que nació en Guadalajara a principios del siglo XVIII. Nicolás Enríquez fue uno de los mejores pintores de la época virreinal en México y estuvo activo entre 1722 y 1770. Junto con José de Ibarra, fundó la Academia de Pintura en la Ciudad de México que posteriormente fuera dirigida por los hermanos Rodríguez Juárez. Enríquez es mencionado en dos ocasiones por la "Gaceta de México", importante publicación de su época que se refiere a la obra del pintor como magnífica y de muy alto valor, tanto económico como artístico. Una de sus obras más importantes son los ocho paneles de las escenas de la pasión que terminó en 1768. La obra de Nicolás Enríquez se encuentra en colecciones internacionales importantes, así como en la Escuela de Artes Plásticas, Museo Nacional de Historia y el Museo de Guadalajara.Se tienen noticias de Enríquez desde 1722. Hacia 1728 respalda junto a José de Ibarra el intento de fundar una Academia de Pintores en territorio novohispano, antecedente directo de la Real Academia de San Carlos. En 1787 veinticinco placas de cobre fueron vendidas en subasta. Muchas de sus obras permanecen en Guadalajara.

## Obras
- Matanza de los Santos Inocentes, 1737, Museo Soumaya, Ciudad de México
- Desposorios de la Virgen y San José, 1749, Museo de Arte del Condado de Los Ángeles, Estados Unidos
- Retrato de Sor Juana Inés de la Cruz, c. 1750, Philadelphia Museum of Art, Estados Unidos
- Jesús, Rey de burlas, 1762, Pinacoteca de La Profesa, Ciudad de México
- La Virgen de los Dolores (La Porterita), c.1760-1770, Pinacoteca de La Profesa, Ciudad de México
- La Virgen de Guadalupe con las cuatro apariciones, 1773, Museo Metropolitano de Arte, Nueva York
- San Joaquín y María Niña, c. 1780, Museo Nacional del Virreinato, Tepotzotlán
- Virgen de Guadalupe, 1780, Casa Natal de Simón Bolívar, Caracas

## Galería

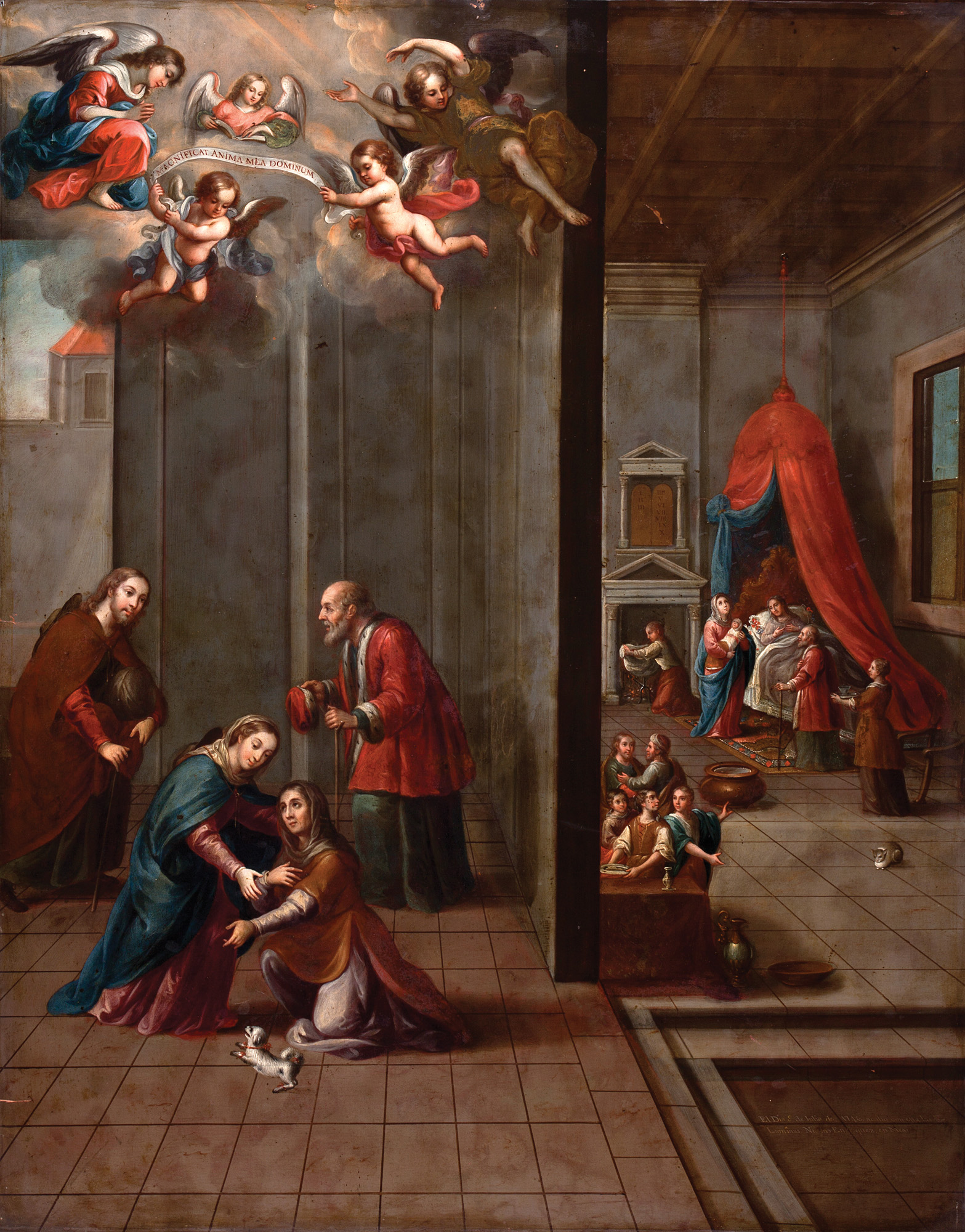
La Visitación y el Nacimiento de San Juan Bautista, 1746, Colección particular.
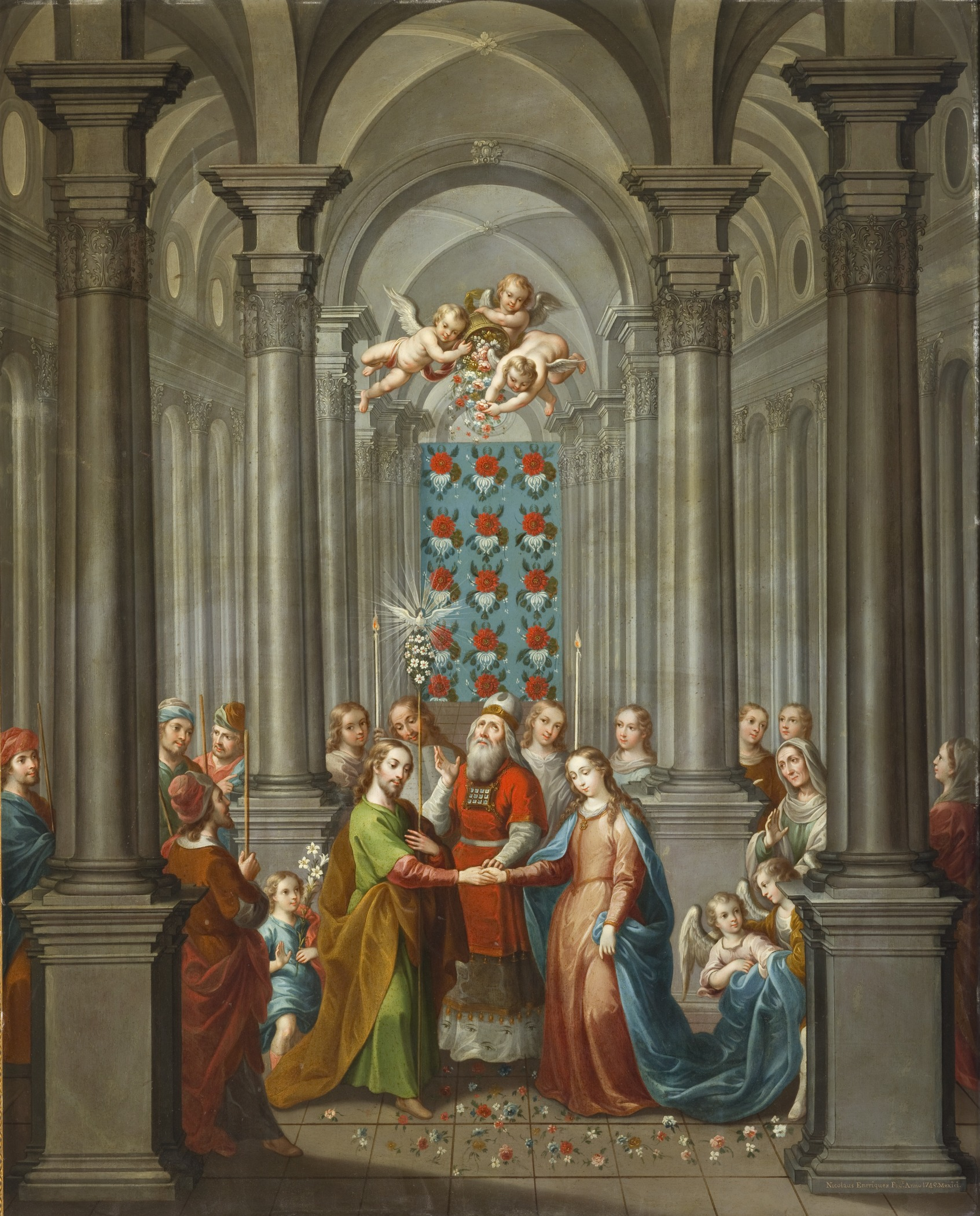
Los Desposorios de la Virgen y San José, 1749, Museo de Arte del Condado de Los Ángeles
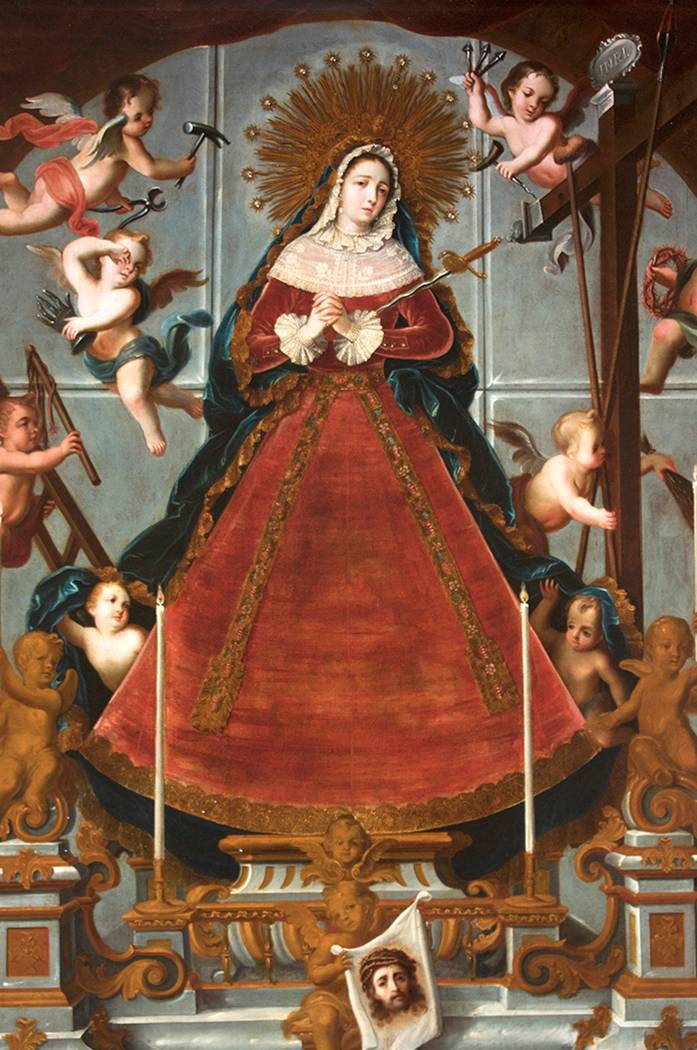
La Virgen de los Dolores (La Porterita), c.1760-1770, Pinacoteca de La Profesa, Ciudad de México
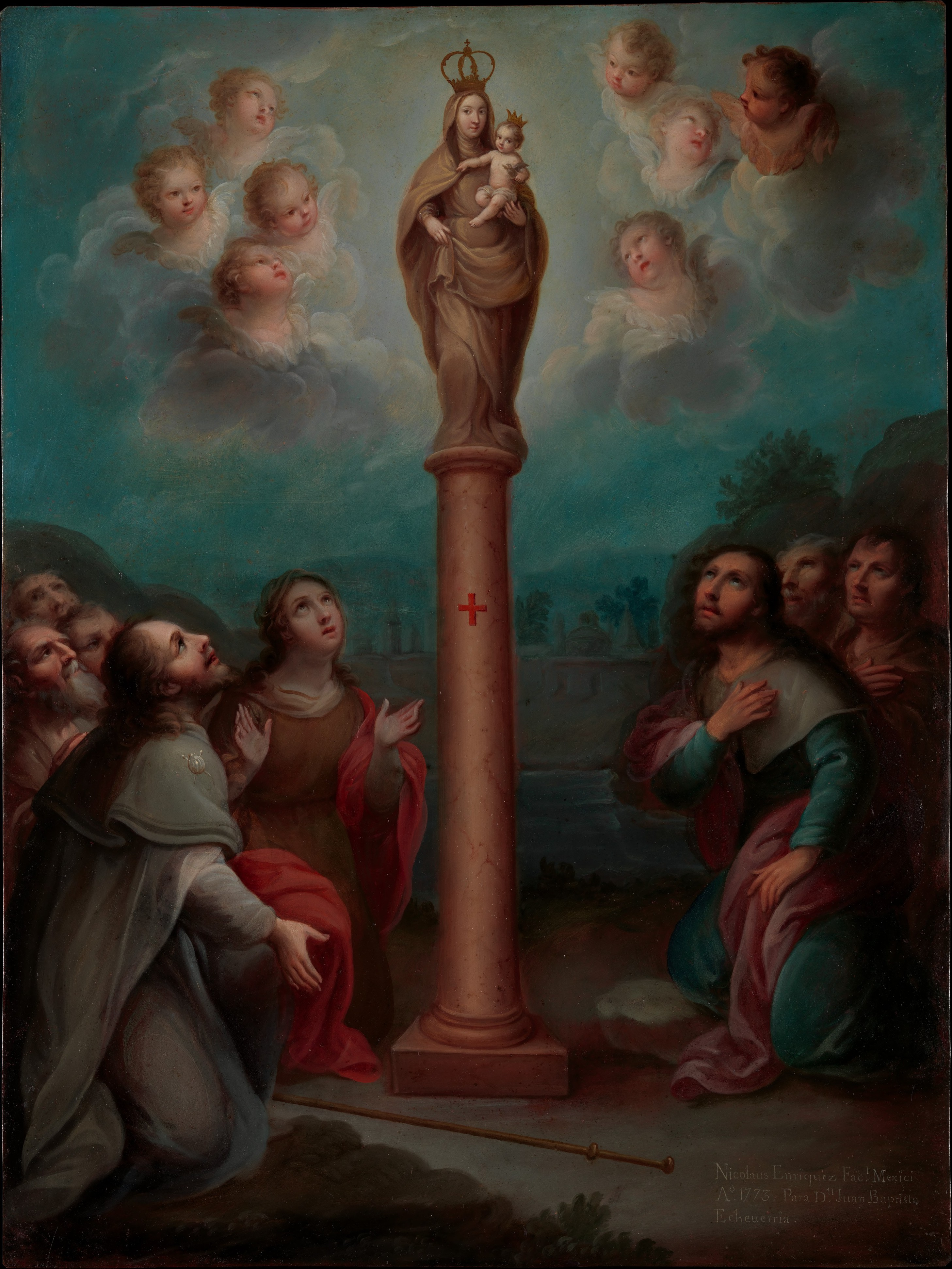
La aparición de la Virgen del Pilar a Santiago, 1773, Museo Metropolitano de Arte, Nueva York
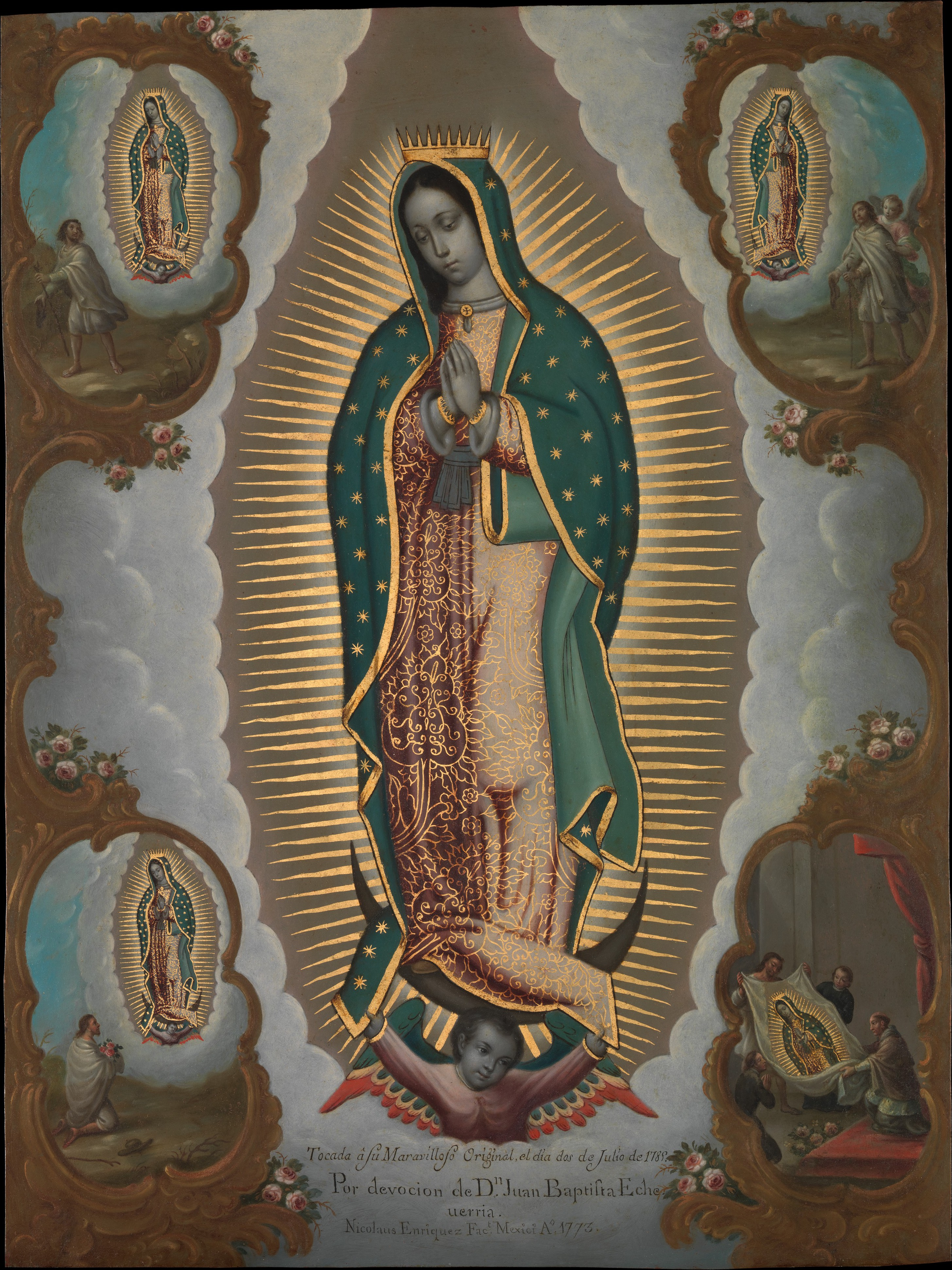
La Virgen de Guadalupe con las cuatro apariciones, 1773, Museo Metropolitano de Arte, Nueva York
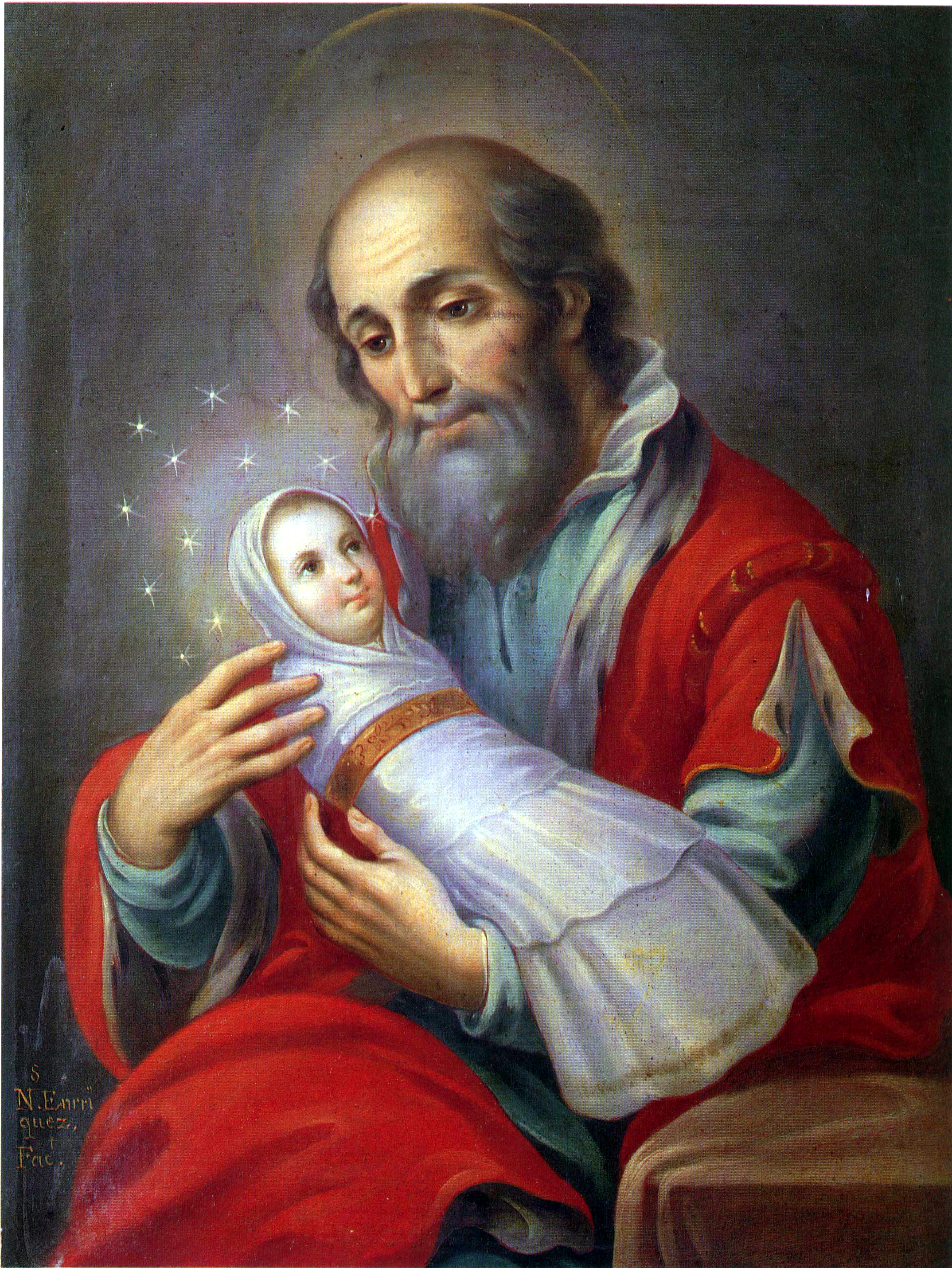
San Joaquín con María Niña, sin fecha, Museo Nacional del Virreinato, Tepotzotlán